# Refik
Refik ist ein türkischer männlicher Vorname arabischer Herkunft mit der Bedeutung „Gefährte“, der auch in mehreren Ländern der Balkanhalbinsel auftritt, unter anderem in Bosnien und Herzegowina und Albanien.

## Namensträger
- Refik Erduran (1928–2017), türkischer Schriftsteller, Dramatiker und Journalist
- Refik Halit Karay (1888–1965), osmanisch-türkischer Journalist und Schriftsteller
- Refik Koray Kocademir (* 1998), türkischer Fußballspieler
- Refik Koraltan (1890–1974), türkischer Beamter, Jurist und Politiker
- Refik Memišević (1956–2004), jugoslawischer Ringer
- Refik Muftić (1943–2019), jugoslawischer Fußballspieler
- Refik Saydam (1881–1942), osmanischer und türkischer Militärarzt und türkischer Politiker
- Refik Veseli (1926/1927–2000/2003), albanischer Fotograf und „Gerechter unter den Völkern“

## Weiteres
- Refik-Veseli-Schule, Schule in Berlin-Kreuzberg